# FDP-Bundesparteitag 1994
Koordinaten: 54° 4′ 39″ N, 12° 7′ 33″ O

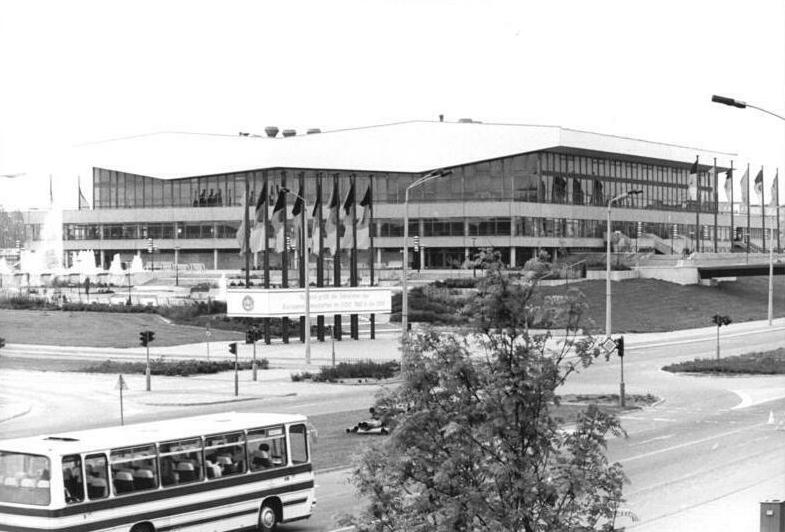
Stadthalle Rostock, 1982

Den Bundesparteitag der FDP 1994 hielt die FDP vom 3. bis 5. Juni 1994 in Rostock ab. Es handelte sich um den 45. ordentlichen Bundesparteitag der FDP in der Bundesrepublik Deutschland. Der Parteitag fand in der Stadthalle Rostock statt und begann am 3. Juni 1994 um 14:00 Uhr.

## Verlauf
Auf dem Parteitag wurde das Programm für die Bundestagswahl 1994 beschlossen. Es sprachen der Parteivorsitzende und Bundesaußenminister Klaus Kinkel sowie zur Einbringung des Wahlprogramms der Generalsekretär Werner Hoyer.

## Beschlüsse
Auf dem Parteitag wurde u. a. ein bedarfsabhängiges Bürgergeld im Sinne einer negativen Einkommensteuer für die soziale Sicherheit beschlossen. Außerdem wurde beschlossen, die Anerkennung der Abschlüsse des Lehrerstudiums in der DDR sowie Rechtssicherheit für Erholungsgrundstücke in den neuen Ländern zu fordern.

## Delegiertenschlüssel
Insgesamt wurden zum Bundesparteitag 662 Delegierte eingeladen. Nach dem Mitgliederstand der Landesverbände zum 31. Dezember 1992 (330 Delegierte) und den Wählerstimmenzahlen (330 Delegierte) der Bundestagswahl vom 2. Dezember 1990 standen den Landesverbänden für die Amtszeit der Delegierten, die am 1. Mai 1993 begann und am 30. April 1995 endete, die folgenden Delegiertenrechte zu. Die Berechnung in der Bundesgeschäftsstelle durch den Bundesgeschäftsführer Rolf Berndt erfolgte am 18. Januar 1993 und wurde den Landesverbänden mitgeteilt.
Nach dem Mitgliederbestand der Landesverbände und den Wählerstimmen ergab sich folgender Delegiertenschlüssel:
| Delegiertenrechte zum Bundesparteitag | Delegiertenrechte zum Bundesparteitag | Delegiertenrechte zum Bundesparteitag | Delegiertenrechte zum Bundesparteitag | Delegiertenrechte zum Bundesparteitag | Delegiertenrechte zum Bundesparteitag | Delegiertenrechte zum Bundesparteitag |
| Landesverband                         | Delegierte nach Mitgliederzahl        | Delegierte nach Mitgliederzahl        | Delegierte nach Wählerstimmen         | Delegierte nach Wählerstimmen         | Summe                                 | Vorher                                |
| ------------------------------------- | ------------------------------------- | ------------------------------------- | ------------------------------------- | ------------------------------------- | ------------------------------------- | ------------------------------------- |
| Baden-Württemberg                     | 7.117                                 | 23                                    | 667.272                               | 43                                    | 66                                    | 57                                    |
| Bayern                                | 5.890                                 | 19                                    | 551.892                               | 35                                    | 54                                    | 47                                    |
| Berlin                                | 4.260                                 | 13                                    | 183.780                               | 12                                    | 25                                    | 25                                    |
| Brandenburg                           | 5.177                                 | 16                                    | 138.586                               | 9                                     | 25                                    | 38                                    |
| Bremen                                | 624                                   | 2                                     | 50.630                                | 3                                     | 5                                     | 4                                     |
| Hamburg                               | 1.868                                 | 6                                     | 117.293                               | 8                                     | 14                                    | 12                                    |
| Hessen                                | 7.484                                 | 24                                    | 374.240                               | 24                                    | 48                                    | 38                                    |
| Mecklenburg-Vorpommern                | 5.826                                 | 19                                    | 91.229                                | 6                                     | 25                                    | 30                                    |
| Niedersachsen                         | 8.056                                 | 26                                    | 474.609                               | 31                                    | 57                                    | 46                                    |
| Nordrhein-Westfalen                   | 20.017                                | 64                                    | 1.118.967                             | 72                                    | 136                                   | 110                                   |
| Rheinland-Pfalz                       | 5.200                                 | 17                                    | 245.283                               | 16                                    | 33                                    | 26                                    |
| Saarland                              | 2.588                                 | 8                                     | 42.459                                | 3                                     | 11                                    | 8                                     |
| Sachsen                               | 9.666                                 | 31                                    | 345.471                               | 22                                    | 53                                    | 69                                    |
| Sachsen-Anhalt                        | 8.394                                 | 27                                    | 314.265                               | 20                                    | 47                                    | 65                                    |
| Schleswig-Holstein                    | 3.179                                 | 10                                    | 185.636                               | 12                                    | 22                                    | 18                                    |
| Thüringen                             | 7.841                                 | 25                                    | 221.621                               | 14                                    | 39                                    | 67                                    |
| Bundesgebiet                          | 103.187                               | 330                                   | 5.123.233                             | 330                                   | 660                                   | 660                                   |
| Auslandsgruppe Europa                 |                                       | 2                                     |                                       |                                       | 2                                     | 2                                     |

## Sonstiges
In das Tagungspräsidum wurden gewählt: Ina Albowitz (LV NRW), Guido Westerwelle (LV NRW), Birgit Homburger (LV Baden-Württemberg), Detlev Fricke (LV Berlin) und Stefanie Wolf (LV Mecklenburg-Vorpommern).